# Elias (Jerusalem)
Elias (bl. 735–745) war im 8. Jahrhundert orthodoxer Patriarch von Jerusalem.
Er wird erwähnt, als er um 735 Kosmas von Maïumas zum Bischof ernannte.